# 1817 в Україні

## Пам'ятні дати та ювілеї
- 700 років — з часу укладення «Повчання» Володимира Мономаха у 1117 році.
- 450 років — з часу надання місту Галичу Магдебурзького права у 1367 році.
- 150 років — з часу укладення між Московською державою та Річчю Посполитою Андрусівського перемир'я у 1667 році.

### Видатних особистостей
- 50 років — з дня народження Артемія Веделя, композитора, хорового диригента, співака, скрипаля.

## Події
- Укладено Вільшанську польсько-козацьку угоду, за якою козаки, не внесені до реєстру, повинні були повернутися під владу шляхти.
- Створено перші військові поселення у Слобідсько-Українській губернії.
- Початок повстання бузьких козаків на Херсонщині.

## Особи

### Народились
- 26 лютого — Лазаревський Василь Матвійович, український громадський діяч, белетрист, представник знаменитої родини Лазаревських, що сповідували старовинний патріотизм Гетьманщини.
- 27 березня — Борисяк Никифор Дмитрович, український геолог, географ, ґрунтознавець, гідролог, професор Харківського університету.
- 16 травня — Микола Іванович Костомаров, видатний український[1][2][3][4][5] історик, етнограф, прозаїк, поет-романтик, громадський діяч, етнопсихолог[6][7][8].
- 29 липня — Іван Костянтинович Айвазовський, видатний український[9] та російського[10] художник-мариніст та баталіст вірменського походження.
- 29 вересня — Рігельман Микола Аркадійович, український історик, публіцист, мандрівник, і громадський діяч слов'янофільського напряму (гол. Київ. Слов'янського Благодійного Товариства), був близьким до Кирило-Методіївського Товариства.
- 16 листопада — Коваленко Оксана Степанівна, подруга дитинства Тараса Шевченка, перше кохання поета.

1817 рік
- Петренко Михайло Миколайович, український поет Харківської школи романтиків, автор віршів «Дивлюсь я на небо, та й думку гадаю…», «Взяв би я бандуру…», «Ходить хвиля по Осколу…», які стали народними піснями.

### Померли
- 3 лютого — Цебриков Роман Максимович, український і російський вчений, суспільний діяч, академік і перекладач, син українського козака Максима Цебрика.
- 21 липня — Гамалія Платон Якович, педагог, перекладач, учений, почесний член Петербурзької академії наук (1801), дійсний член Російської академії наук та Вільного економічного товариства (1808); кавалер орденів св. Анни 3-го (1798) і 2-го (1800) ступенів, св. Володимира 3-го ступеня (1811).

## Засновані, створені
- Травень — Рішельєвський ліцей в Одесі — закритий становий навчальний заклад в Російській імперії, названий на честь колишнього новоросійського генерал-губернатора Армана Емманюеля дю Плессі Рішельє, онука відомого французького кардинала Рішельє.
- Травень — державний заклад «Південноукраїнський національний педагогічний університет імені К. Д. Ушинського».
- Стрийська синагога
- Церква Введення в храм Пресвятої Богородиці (Вибранівка)

1817 рік
- у Львові культурно-просвітницька установа — Інституту Оссолінських.
- реальна (торгова) академія у Львові.
- Костел Непорочного зачаття Діви Марії (Златопіль)
- Церква святого архістратига Михаїла (Перемилів)
- Аршинцеве
- Каланчак (село)
- Старі Трояни

## Зникли, скасовані
- Бузьке козацьке військо
- Печерський гостиний двір (Київ)
- Латинський костел (Київ)